# ابانکا
ابانکا (انگلیسی: Abanca) شرکت خدمات مالی و بانکداری اسپانیایی است، که در سال ۲۰۱۱ تأسیس شد.